# Ocean Eyes
Ocean Eyes (gestileerd als ocean eyes) is het debuut-nummer van de Amerikaanse singer-songwriter Billie Eilish afkomstig van haar debuut-ep Don't Smile at Me. Het nummer werd oorspronkelijk uitgebracht op SoundCloud op 18 november 2015 en werd later commercieel uitgebracht door Darkroom en Interscope Records op 18 november 2016. 
Het nummer is geschreven en geproduceerd door Eilish oudere broer, Finneas O'Connell en was oorspronkelijk bedoeld voor zijn eigen band. Ocean Eyes werd positief ontvangen door muziekcritici. Het nummer kwam in de Verenigde Staten op plek 84 van de Billboard Hot 100 en het nummer kwam in de top 60 in verschillende andere landen. Het werd quadruppel platinum in Australië. Er werd een muziekvideo uitgebracht op 24 maart 2016. Eilish trap op met het nummer tijdens haar When We All Fall Asleep Tour in 2019 en haar Where Do We Go? World Tour in 2020. 